# Zachaenus
Genre
Synonymes
- Oocormus Boulenger, 1905

Zachaenus est un genre d'amphibiens de la famille des Cycloramphidae.

## Répartition et habitat
Les deux espèces de ce genre sont endémiques du Sud-Est au Brésil. 
Ces deux espèces sont terrestres vivant dans la litière de feuilles de la forêt tropicale humide.

## Liste des espèces
Selon Amphibian Species of the World (10 juin 2017) :
- Zachaenus carvalhoi Izecksohn, 1983
- Zachaenus parvulus (Girard, 1853)

## Publication originale
- Cope, 1866 : On the structure and distribution of the genera of the arciferous Anura. Journal of the Academy of Natural Sciences of Philadelphia, sér. 2, vol. 6, p. 67-112 (texte intégral).